# Facundo de los Ríos Portilla
Facundo de los Ríos Portilla (Laredo, 1832 - Valencia, 1898) fue un abogado y político español.

## Biografía
Se licenció en Derecho en la Universidad Central de Madrid, donde fue discípulo de Julián Sanz del Río, introductor del krausismo en España, y miembro del grupo democrático Los Cimbrios. Participó activamente en la revolución de 1868 como secretario de la Junta Revolucionaria de Madrid.
El 13 de octubre de 1868 fue nombrado gobernador civil de la provincia de Castellón, cargo que dejó en 1870 cuando fue nombrado gobernador civil de la provincia de Barcelona. Fue elegido diputado al Congreso por el Partido Demócrata-Radical en el distrito electoral de Lucena en las elecciones generales de 1871 y por el de Vinaroz en las elecciones de agosto de 1872. Durante estos años formó parte del grupo de Cristino Martos Balbi y fue nombrado director general de aduanas. Durante la Restauración borbónica formó parte del Partido Republicano Progresista, con el que fue elegido miembro de la Diputación de Valencia por el distrito de Chiva-Carlet (1888-1892). También fue miembro de la Sociedad Valenciana de Tranvías.